# Tribal

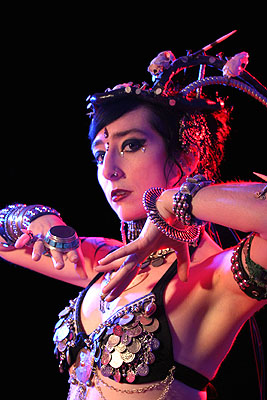
Ariellah Aflalo, tancerka Tribal Fusion i Gothic Fusion

Tribal jest połączeniem tańca brzucha, etnicznych tańców północnoafrykańskich i indyjskich oraz flamenco. Jego początki sięgają lat 70. dwudziestego wieku. Pierwszymi tancerkami wykonującymi ten styl tańca były Jamila Salimpour, Masha Archer ("Bal Anat"), Carolena Nericcio ("FatChanceBellyDance"). Początkowo rozwijał się w Stanach Zjednoczonych, głównie w południowej Kalifornii. Od klasycznego tańca brzucha odróżnia go przede wszystkim mocna postawa zaczerpnięta z flamenco, jak również stroje – mniej orientalne w stonowanych kolorach.
Najstarszą odmianą tribalu jest American Tribal Style, który oparty jest na zbiorowej improwizacji, bez ustalonej z góry choreografii. Tancerki porozumiewają się między sobą ustalonym językiem gestów i sygnałów niezauważalnych dla widza.